# Cúp bóng đá Phần Lan 2011
Cúp bóng đá Phần Lan 2011 (tiếng Phần Lan: Suomen Cup) là mùa giải thứ 57 của giải đấu cúp bóng đá thường niên ở Phần Lan. Giải được tổ chức theo hình thức giải đấu loại trực tiếp. Việc tham gia giải là tự nguyện.
HJK giành chức vô địch sau khi đánh bại KuPS 2-1 trong trận Chung kết. Vì HJK cũng vô địch giải vô địch quốc gia, họ tham gia UEFA Champions League 2012–13 và KuPS tham gia vòng loại thứ nhất của UEFA Europa League với tư cách là đội thua chung kết giải cúp.
Có tổng cộng 233 đội bóng đăng ký tham gia.  Họ tham gia từ các vòng khác nhau, phụ thuộc vào vị thứ trong hệ thống giải.  Các câu lạc bộ có đội bóng ở Kolmonen (hạngl IV) hoặc giải đấu thấp hơn, thì tham gia từ Vòng Một. Các đội ở Ykkönen (hạng II) và Kakkonen (hạng III) tham gia từ Vòng Bốn. Các đội bóng ở Veikkausliiga 2011 tham gia từ Vòng Năm, dựa theo kết quả cuối cùng ở Cúp Liên đoàn 2011; các đội nằm ở vòng bảng tham gia từ Vòng Năm, đội thua ở Tứ kết tham gia từ Vòng Sáu, và tất cả các đội vào bán kết tham gia từ Vòng Bảy.
Giải đấu khởi tranh từ 6 tháng 1 năm 2011 với trận đấu ở Vòng Một và kết thúc với trận Chung kết diễn ra ngày 24 tháng 9 năm 2011 trên Sân vận động Sonera, Helsinki.

## Vòng Một
Ở vòng này có sự tham gia của 134 đội ở giải hạng tư Phần Lan hoặc thấp hơn, trong khi có 45 đội được miễn đấu và đi thẳng vào vòng trong. Các trận đấu diễn ra từ 6 đến 29 tháng 1 năm 2011.
| Thứ tự | Ngày thi đấu | Đội nhà         | Tỉ số        | Đội khách        |
| ------ | ------------ | --------------- | ------------ | ---------------- |
| 1      | 2011-01-09   | FC ALPC         | 1–3          | FC POHU          |
| 2      | 2011-01-08   | FC HEIV         | 0–7          | Gnistan Ogeli    |
| 3      | 2011-01-16   | FC Kiffen/2     | 1–2          | HerTo            |
| 4      | 2011-01-08   | SAPA/3          | 2–1          | HJK-j/Kannelmäki |
| 5      | 2011-01-08   | FC Hieho        | 2–3          | SAPA             |
| 6      | 2011-01-16   | FC POHU/2       | 2–4          | Ponnistus        |
| 7      | 2011-01-08   | HIFK/2          | 4–2          | PPJ-Akatemia     |
| 8      | 2011-01-17   | HJK-j/Laajasalo | 2–3          | SUMU             |
| 9      | 2011-01-08   | Juhlahevoset    | ?–? (p.) 4–5 | Stallions        |
| 10     | 2011-01-08   | FC KaKe         | 1–7          | HDS              |
| 11     | 2011-01-09   | FC BrBr         | 0–4          | HeKuLa           |
| 12     | 2011-01-16   | PPJ             | 3–0          | KPR              |
| 13     | 2011-01-16   | MPS/Old Stars   | ?–? (p.) 4–2 | Töölön taisto    |
| 14     | 2011-01-16   | Kurvin Vauhti   | 1–4          | SUMU/2           |
| 15     | 2011-01-19   | PiPo-79         | 0–2          | NoPS             |
| 16     | 2011-01-06   | FC Tampere      | 1–2          | Härmä            |
| 17     | 2011-01-13   | Pato            | 0–3          | TPV/2            |
| 18     | 2011-01-17   | PoNU BK         | 0–1          | Ikurin Vire      |
| 19     | 2011-01-14   | Loiske          | 2–3          | TPT              |
| 20     | 2011-01-09   | PP-70           | 2–0          | TKT              |
| 21     | 2011-01-16   | Parvi           | ?–? (p.) 4–5 | NePa             |
| 22     | 2011-01-20   | Yllätys         | 0–6          | JoPS             |
| 23     | 2011-01-29   | ToU             | 1–11         | SC KuFu-98       |
| 24     | 2011-01-19   | MPR             | 1–4          | SiPS             |
| 25     | 2011-01-24   | LehPa           | 1–4          | Zulimanit        |
| 26     |              | FC Loviisa      | 0–3 (w/o)    | STPS             |
| 27     | 2011-01-16   | FC Peltirumpu   | ?–? (p.) 1–4 | PEPO             |
| 28     | 2011-01-16   | FC Villisiat    | 0–3          | PaPe             |
| 29     | 2011-01-15   | HP-47           | 3–0          | Kultsu           |
| 30     |              | KuP             | 0–3 (w/o)    | FC PaSa          |
| 31     | 2011-01-15   | MYPA FC         | 1–9          | IPS              |
| 32     | 2011-01-16   | LIK             | 0–9          | MiKi             |
| 33     | 2011-01-16   | PoPo            | 0–3          | PeKa             |

| Thứ tự | Ngày thi đấu | Đội nhà        | Tỉ số        | Đội khách        |
| ------ | ------------ | -------------- | ------------ | ---------------- |
| 34     | 2011-01-15   | KPV Akatemia   | 3–0          | IFK Jakobstad    |
| 35     | 2011-01-09   | FC Sääripotku  | 5–0          | IFK Jakobstad/2  |
| 36     |              | OuHu           | 0–3 (w/o)    | KPS              |
| 37     |              | IK Myran       | 4–1          | Friska Viljor    |
| 38     | 2011-01-16   | FC Kurd        | 1–2          | Kiva             |
| 39     | 2011-01-16   | PaRi           | 2–4          | JIlves           |
| 40     | 2011-01-17   | BET            | 0–1          | FC Blackbird     |
| 41     | 2011-01-13   | Urho           | 1–2          | BET/3            |
| 42     | 2011-01-15   | PasPa          | 0–8          | AC Kajaani       |
| 43     | 2011-01-16   | FC-88          | 2–2 (p.) 3–1 | KajHa            |
| 44     | 2011-01-23   | ToVe           | 2–1          | PoSa             |
| 45     |              | Nasta          | 3–2          | EuPa/2           |
| 46     | 2011-01-17   | JyTy           | 3–0          | PiPS/2           |
| 47     | 2011-01-22   | KaaPS          | 0–5          | FC Boda          |
| 48     | 2011-01-15   | LTU/2          | 0–4          | MaPS             |
| 49     | 2011-01-21   | PiPS           | 0–3          | TPK              |
| 50     | 2011-01-07   | SaTo           | 2–1          | FC RP            |
| 51     | 2011-01-22   | KaaPo          | 4–2          | PIF              |
| 52     | 2011-01-07   | RiRa/2         | 0–4          | AC Vantaa        |
| 53     | 2011-01-16   | NuPS/2         | 0–4          | EIF              |
| 54     | 2011-01-11   | Nopsa          | 1–3          | EsPa             |
| 55     | 2011-01-22   | Naseva         | 2–3          | FC Espoo/2       |
| 56     | 2011-01-17   | Maski          | 1–4          | HyPS             |
| 57     | 2011-01-08   | MaKu           | 0–1          | NJS              |
| 58     | 2011-01-17   | Lahen Pojat JS | 3–0          | NouLa            |
| 59     | 2011-01-08   | KyIK-FCK/2     | 0–9          | NuPS             |
| 60     | 2011-01-08   | KP-75/SaPo     | 0–8          | PK Keski-Uusimaa |
| 61     | 2011-01-09   | Pöxyt          | 2–0          | R-Ilves          |
| 62     | 2011-01-12   | RiRa           | 5–2          | Sibbo V          |
| 63     | 2011-01-18   | SalReipas      | 1–2          | Stars            |
| 64     | 2011-01-07   | KoiPS          | 0–2          | IVU              |
| 65     | 2011-01-12   | FC Kuffen      | ?–? (p.) 4–5 | VIFK U           |
| 66     | 2011-01-16   | MIF            | 0–2          | Virkiä           |
| 67     |              | Sisu-Pallo     | 7–0          | Black Islanders  |

## Vòng Hai
Vòng này có sự tham gia của 67 đội thắng ở vòng trước và 45 đội miễn đấu. Các trận đấu diễn ra từ 14 tháng Một đến 13 tháng 2 năm 2011.
| Thứ tự | Ngày thi đấu | Đội nhà        | Tỉ số        | Đội khách     |
| ------ | ------------ | -------------- | ------------ | ------------- |
| 68     | 2011-02-05   | HIFK/2         | ?–? (p.) 4–5 | Ponnistus     |
| 69     | 2011-02-06   | SUMU           | 2–1          | SAPA/3        |
| 70     | 2011-02-05   | FC POHU/4      | 0–6          | HDS           |
| 71     | 2011-01-14   | HPS            | 5–2          | FC Degis      |
| 72     | 2011-02-06   | HPS/2          | 0–3          | PPJ           |
| 73     | 2011-02-05   | SUMU/2         | 2–1          | Gnistan Roots |
| 74     | 2011-02-05   | Atletico Malmi | 3–2          | SAPA          |
| 75     | 2011-02-05   | SAPA/2         | 2–0          | FC Puotila    |
| 76     | 2011-02-05   | HeKuLa         | 1–5          | PPV           |
| 77     | 2011-02-05   | MPS/Old Stars  | 1–10         | PK-35         |
| 78     | 2011-02-06   | Vesa           | 0–5          | FC POHU       |
| 79     | 2011-01-31   | Gnistan Ogeli  | 0–3          | HerTo         |
| 80     | 2011-02-05   | FC POHU/3      | 4–1          | PPV/2         |
| 81     | 2011-02-06   | Gnistan/2      | 8–1          | Stallions     |
| 82     |              | PP-70          | ?–? (p.) 3–6 | TPT           |
| 83     | 2011-02-09   | NePa           | 0–7          | NoPS          |
| 84     | 2011-01-24   | Ikurin Vire    | 0–6          | Härmä         |
| 85     | 2011-01-29   | Leki-futis     | 0–4          | TPV/2         |
| 86     | 2011-02-09   | SC KuFu-98     | 2–0          | JoPS          |
| 87     | 2011-02-05   | US Skädäm      | 0–1          | Zulimanit     |
| 88     | 2011-01-22   | JoPS/2         | 1–2          | SiPS          |
| 89     | 2011-01-28   | HP-47          | ?–? (p.) 3–5 | STPS/2        |
| 90     | 2011-01-30   | Kiri           | ?–? (p.) 3–2 | Purha         |
| 91     | 2011-01-29   | HaPK           | 0–1          | PEPO          |
| 92     | 2011-02-05   | FC PaSa        | 2–1          | IPS           |
| 93     | 2011-02-04   | PaPe           | ?–? (p.) 3–5 | STPS          |
| 94     | 2011-01-23   | PeKa/2         | 2–0          | Kar-Po        |
| 95     | 2011-01-30   | VoPpk          | ?–? (p.) 7–6 | VKajo         |

| Thứ tự | Ngày thi đấu | Đội nhà          | Tỉ số        | Đội khách      |
| ------ | ------------ | ---------------- | ------------ | -------------- |
| 96     | 2011-01-31   | PeKa             | 0–2          | MiKi           |
| 97     | 2011-01-25   | KPV Akatemia     | 2–0          | GBK/2          |
| 98     | 2011-01-29   | IK Myran         | 1–2          | KPS            |
| 99     | 2011-01-23   | FC Sääripotku    | 0–3          | OuRe           |
| 100    | 2011-02-09   | JPS              | 5–1          | FC Blackbird   |
| 101    | 2011-02-04   | Kiva             | 4–1          | BET/3          |
| 102    |              | BET/2            | 0–9          | JIlves         |
| 103    |              | F.C. YPA/2       | 0–3 (w/o)    | AC Kajaani     |
| 104    | 2011-02-05   | FC-88            | 4–0          | Spartak        |
| 105    | 2011-02-13   | LuVe             | 0–4          | ToVe           |
| 106    | 2011-01-29   | EuPa             | 8–0          | Nasta          |
| 107    | 2011-01-30   | Paiha            | 1–10         | MaPS           |
| 108    | 2011-02-04   | KaaPo            | 3–0          | TPK            |
| 109    | 2011-01-30   | JyTy             | 2–0          | FC Boda        |
| 110    | 2011-02-05   | SaTo             | 0–1          | VG-62          |
| 111    | 2011-01-30   | Pöxyt            | 2–0          | Stars          |
| 112    | 2011-02-05   | Biisonit         | 0–1          | RiRa           |
| 113    | 2011-02-02   | HooGee           | 0–4          | Lahen Pojat JS |
| 114    | 2011-01-23   | Apollo           | 6–1          | HooGee/3       |
| 115    | 2011-01-29   | BK-46 Nk2        | ?–? (p.) 2–1 | GrIFK/2        |
| 116    | 2011-02-10   | IVU              | ?–? (p.) 3–4 | FCD            |
| 117    | 2011-02-05   | PK Keski-Uusimaa | 3–1          | HyPS           |
| 118    | 2011-01-29   | FC Kasiysi       | 0–3          | NuPS           |
| 119    | 2011-01-22   | NJS              | 4–0          | EPS            |
| 120    | 2011-02-04   | AC Vantaa        | 3–0          | EsPa           |
| 121    | 2011-02-02   | EIF              | 4–1          | FC Espoo/2     |
| 122    | 2011-02-02   | Sisu-Pallo       | 0–4          | FC Korsholm YB |
| 123    |              | VIFK U           | 3–2          | Virkiä         |

## Vòng Ba
Có 56 đội thắng ở vòng trước tham gia vòng này. Các trận đấu diễn ra từ ngày 6 đến 28 tháng 2 năm 2011.
| Thứ tự | Ngày thi đấu | Đội nhà        | Tỉ số        | Đội khách        |
| ------ | ------------ | -------------- | ------------ | ---------------- |
| 124    | 2011-02-19   | FC POHU/3      | 0–3          | SAPA/2           |
| 125    | 2011-02-13   | Kiri           | 2–6          | FC POHU          |
| 126    | 2011-02-19   | Lahen Pojat JS | ?–? (p.) 5–3 | FC PaSa          |
| 127    | 2011-02-14   | PeKa/2         | 0–5          | HPS              |
| 128    | 2011-02-19   | MiKi           | ?–? (p.) 2–4 | PK Keski-Uusimaa |
| 129    | 2011-02-16   | NJS            | 1–3          | AC Vantaa        |
| 130    | 2011-02-19   | HDS            | ?–? (p.) 5–4 | HerTo            |
| 131    | 2011-02-19   | Atletico Malmi | 0–4          | PK-35            |
| 132    | 2011-02-26   | PPJ            | 1–3          | PPV              |
| 133    | 2011-02-19   | PEPO           | 3–4          | RiRa             |
| 134    | 2011-02-27   | Apollo         | 0–5          | STPS             |
| 135    | 2011-02-13   | VoPpk          | 0–4          | Pöxyt            |
| 136    | 2011-02-19   | Gnistan/2      | 0–2          | SUMU/2           |
| 137    | 2011-02-16   | EIF            | ?–? (p.) 4–2 | NuPS             |

| Thứ tự | Ngày thi đấu | Đội nhà        | Tỉ số        | Đội khách  |
| ------ | ------------ | -------------- | ------------ | ---------- |
| 138    | 2011-02-28   | FCD            | 7–1          | BK-46 Nk2  |
| 139    | 2011-02-26   | Ponnistus      | 1–0          | SUMU       |
| 140    | 2011-02-12   | KaaPo          | 2–0          | EuPa       |
| 141    | 2011-02-20   | ToVe           | 0–3          | NoPS       |
| 142    | 2011-02-19   | VG-62          | 1–0          | TPV/2      |
| 143    | 2011-02-16   | TPT            | ?–? (p.) 3–5 | Härmä      |
| 144    | 2011-02-06   | JyTy           | 0–2          | MaPS       |
| 145    | 2011-02-19   | SC KuFu-98     | 4–0          | JIlves     |
| 146    | 2011-02-19   | Kiva           | 1–6          | JPS        |
| 147    | 2011-02-25   | STPS/2         | 0–4          | Zulimanit  |
| 148    | 2011-02-27   | FC Korsholm YB | 1–2          | SiPS       |
| 149    | 2011-02-13   | KPV Akatemia   | 6–1          | FC-88      |
| 150    |              | VIFK U         | 6–0          | KPS        |
| 151    | 2011-02-13   | OuRe           | 0–2          | AC Kajaani |

## Vòng Bốn
Có 28 đội thẳng ở vòng trước và 40 đội ở Ykkönen và Kakkonen tham gia vòng này. Các trận đấu diễn ra từ ngày 26 tháng Hai đến ngày 21 tháng 3 năm 2011.
| Thứ tự | Ngày thi đấu | Đội nhà          | Tỉ số                 | Đội khách           |
| ------ | ------------ | ---------------- | --------------------- | ------------------- |
| 152    | 2011-03-11   | Ponnistus        | 0–6                   | JäPS                |
| 153    | 2011-03-12   | TiPS             | 0–2                   | FC Lahti            |
| 154    | 2011-03-16   | STPS             | 0–9                   | MP                  |
| 155    | 2011-03-19   | AC Vantaa        | 0–4                   | FC Viikingit        |
| 156    | 2011-03-12   | FC POHU          | 1–2                   | Sudet               |
| 157    | 2011-03-13   | Lahen Pojat JS   | 0–1                   | FC KooTeePee        |
| 158    | 2011-03-07   | SUMU/2           | 1–8                   | HIFK                |
| 159    | 2011-03-19   | SAPA/2           | 0–2                   | LoPa                |
| 160    | 2011-03-21   | FCD              | 0–2                   | FC Kiffen           |
| 161    | 2011-03-13   | PPV              | 2–3                   | LPS                 |
| 162    | 2011-03-13   | HPS              | 1–3                   | FC Espoo            |
| 163    | 2011-02-26   | PK-35            | 2–1                   | MPS                 |
| 164    | 2011-03-15   | FC Kuusysi       | 2–1                   | Atlantis FC Edustus |
| 165    | 2011-03-04   | KTP              | 1–3                   | Klubi-04            |
| 166    | 2011-02-26   | HDS              | 1–0                   | FC Futura           |
| 167    | 2011-03-13   | PK Keski-Uusimaa | 3–3 (s.h.p.) 2–4 (p.) | KäPa                |
| 168    | 2011-03-12   | EIF              | 4–2                   | PK-35 Vantaa        |
| 169    | 2011-03-14   | RiRa             | 2–5                   | Gnistan             |
| 170    | 2011-03-12   | Pöxyt            | 0–3                   | BK-46               |

| Thứ tự | Ngày thi đấu | Đội nhà      | Tỉ số                 | Đội khách      |
| ------ | ------------ | ------------ | --------------------- | -------------- |
| 171    | 2011-03-12   | KaaPo        | 0–1                   | NoPS           |
| 172    | 2011-03-08   | MaPS         | 6–1                   | MuSa           |
| 173    | —            | FC Jazz      | 3–0 (w/o)             | TPV            |
| 174    | 2011-03-12   | TuTo         | 2–2 (s.h.p.) 5–6 (p.) | FC Hämeenlinna |
| 175    | 2011-03-08   | Härmä        | 3–1                   | I-Kissat       |
| 176    | 2011-03-12   | VG-62        | 1–3                   | FCV            |
| 177    | 2011-03-20   | Ilves        | 2–3                   | P-Iirot        |
| 178    | 2011-03-12   | JPS          | 2–3                   | SC Riverball   |
| 179    | 2011-03-13   | SiPS         | 0–4                   | ViPa           |
| 180    | 2011-03-17   | SC KuFu-98   | 1–1 (s.h.p.) 2–4 (p.) | JIPPO          |
| 181    | 2011-03-05   | Zulimanit    | 1–0                   | PK-37          |
| 182    | 2011-03-12   | VIFK U       | 1–3                   | SJK            |
| 183    | 2011-03-05   | AC Kajaani   | 0–0 (s.h.p.) 2–4 (p.) | FC Santa Claus |
| 184    | 2011-03-08   | KPV Akatemia | 1–2                   | GBK            |
| 185    | 2011-03-12   | JBK          | 2–0                   | HauPa          |

## Vòng Năm
Có 34 đội thắng ở vòng trước và 6 đội bị loại ở vòng bảng Cúp Liên đoàn tham gia vòng này. Lễ bốc thăm diễn ra vào ngày 3 tháng 3 năm 2011 bởi đại diện của Hiệp hội bóng đá Phần Lan Petri Jakonen. Nếu các đội ở hạng đấu khác nhau được bắt cặp với nhau, đội ở hạng thấp hơn sẽ đá trên sân nhà. Các trận đấu diễn ra từ ngày 17 tháng Ba đến 2 tháng 4 năm 2011.
| 27 tháng 3 năm 2011 Match 186 | RoPS | v | VPS |  |
| 16:00 UTC+3                   |      |   |     |  |

| 28 tháng 3 năm 2011 Match 187 | Zulimanit | v | ViPa | Jalkapallohalli, Kuopio |
| 19:30 UTC+3                   |           |   |      |                         |

| 26 tháng 3 năm 2011 Match 188 | MaPS | v | FCV | Liedon htn, |
| 16:30 UTC+2                   |      |   |     |             |

| 27 tháng 3 năm 2011 Match 189 | SC Riverball | v | AC Oulu | Koillispuiston tekonurmi, Joensuu |
| 15:00 UTC+3                   |              |   |         |                                   |

| 26 tháng 3 năm 2011 Match 190 | JBK | v | P-Iirot | Tellushalli, Jakobstad |
| 14:30 UTC+2                   |     |   |         |                        |

| 20 tháng 3 năm 2011 Match 191 | GBK                                                        | v                       | FC Santa Claus                                   | Kipparihalli, Kokkola |  |
| 15:30 UTC+2                   | M. Ebongue 14' · J. Roiko 90', 104' · T. Wentin 113' (pen) | Report (tiếng Phần Lan) | S. Viitasaari 27' · A. Peura 37' · S. Roiha 103' |                       |  |

| 26 tháng 3 năm 2011 Match 192 | SJK | v | FC Jazz | Wallsport Areena, Seinäjoki |
| 14:30 UTC+2                   |     |   |         |                             |

| 26 tháng 3 năm 2011 Match 193 | MP | v | JIPPO | Urpolan tekonurmi, Mikkeli |
| 17:30 UTC+2                   |    |   |       |                            |

| 30 tháng 3 năm 2011 Match 194 | FC Viikingit | v | IFK Mariehamn | Fair Pay Areena, Helsinki |
| 15:00 UTC+3                   |              |   |               |                           |

| 26 tháng 3 năm 2011 Match 195 | PK-35 | v | Klubi-04 | ISS Stadion, Vantaa |
| 13:30 UTC+2                   |       |   |          |                     |

| 31 tháng 3 năm 2011 Match 196 | Härmä | v (4–5 p) | Gnistan |  |
| 21:30 UTC+3                   |       |           |         |  |

| 2 tháng 4 năm 2011 Match 197 | LoPa | v | FC Haka | Leppävaaran tekonurmi, Espoo |
| 17:30 UTC+3                  |      |   |         |                              |

| 26 tháng 3 năm 2011 Match 198 | LPS | v | KäPa | Talin halli, Helsinki |
| 15:00 UTC+2                   |     |   |      |                       |

| 29 tháng 3 năm 2011 Match 199 | FC Kiffen | v | FC Espoo |  |  |
|                               |           |   |          |  |  |

| 30 tháng 3 năm 2011 Match 200 | JäPS | v | FC KooTeePee | Lukion tekonurmi, Järvenpää |
| 18:30 UTC+3                   |      |   |              |                             |

| 26 tháng 3 năm 2011 Match 201 | FC Kuusysi | v | FC Hämeenlinna | Kisapuiston tekonurmi, Lahti |
| 16:00 UTC+2                   |            |   |                |                              |

| 26 tháng 3 năm 2011 Match 202 | HDS | v (4–6 p) | Sudet | Töölö PK 6, Helsinki |
| 19:30 UTC+2                   |     |           |       |                      |

| 26 tháng 3 năm 2011 Match 203 | EIF | v (4–3 p) | HIFK | Karjaan tekonurmi, Raseborg |
| 16:00 UTC+2                   |     |           |      |                             |

| 27 tháng 3 năm 2011 Match 204 | BK-46 | v | FC Lahti | Karjaan tekonurmi, Raseborg |
| 16:00 UTC+3                   |       |   |          |                             |

| 26 tháng 3 năm 2011 Match 205 | NoPS | v | MyPa | Kaukajärvi tekonurmi, Tampere |
| 16:00 UTC+2                   |      |   |      |                               |

## Vòng Sáu
Có 20 đội thắng ở vòng trước và 4 đội loại ở Tứ kết Cúp Liên đoàn tham gia vòng này. Lễ bốc thăm diễn ra ngày 24 tháng 3 năm 2011. Nếu các đội ở hạng đấu khác nhau được bốc thăm với nhau, đội ở hạng thấp hơn được đá trên sân nhà. Các trận đấu diễn ra từ 1 đến 11 tháng 4 năm 2011.
Tất cả thời gian đều tính theo UTC+3
| 10 tháng 4 năm 2011 Match 206 | LPS | v | IFK Mariehamn |  |
| 13:30                         |     |   |               |  |

| 9 tháng 4 năm 2011 Match 207 | ViPa | v | FF Jaro |  |
| 18:15                        |      |   |         |  |

| 10 tháng 4 năm 2011 Match 208 | EIF | v | KuPS |  |
| 15:00                         |     |   |      |  |

| 13 tháng 4 năm 2011 Match 209 | MyPa | v | AC Oulu |  |
| 17:00                         |      |   |         |  |

| 9 tháng 4 năm 2011 Match 210 | PK-35 | v | FC Hämeenlinna |  |
| 13:00                        |       |   |                |  |

| 12 tháng 4 năm 2011 Match 211 | TPS | v (5–4 p) | VPS |  |
| 18:30                         |     |           |     |  |

| 9 tháng 4 năm 2011 Match 212 | JIPPO | v (4–2 p) | JBK |  |
| 14:00                        |       |           |     |  |

| 13 tháng 4 năm 2011 Match 213 | FC Lahti | v | FC Espoo |  |
| 17:00                         |          |   |          |  |

| 8 tháng 4 năm 2011 Match 214 | FC Inter Turku | v (2–4 p) | FC Haka |  |
| 18:00                        |                |           |         |  |

| 9 tháng 4 năm 2011 Match 215 | Gnistan | v | Sudet |  |
| 20:00                        |         |   |       |  |

| 10 tháng 4 năm 2011 Match 216 | SJK | v | FC KooTeePee |  |
| 13:30                         |     |   |              |  |

| 9 tháng 4 năm 2011 Match 217 | GBK | v | MaPS |  |
| 15:30                        |     |   |      |  |

## Vòng Bảy
Có 12 đội thắng ở vòng trước và 4 đội vào bán kết của Cúp Liên đoàn tham gia vòng này. Các trận đấu diễn ra từ 15 đến 23 tháng 4 năm 2011.
Tất cả thời gian đều tính theo UTC+3
| 15 tháng 4 năm 2011 Match 218 | IFK Mariehamn | v | FC Honka |  |
| 18:00                         |               |   |          |  |

| 15 tháng 4 năm 2011 Match 219 | PK-35 | v | JJK | ISS Stadion, Vantaa |
| 17:30                         |       |   |     |                     |

| 23 tháng 4 năm 2011 Match 220 | SJK | v | HJK | Jouppilanvuoren tekonurmi, Seinäjoki |
| 14:00                         |     |   |     |                                      |

| 16 tháng 4 năm 2011 Match 221 | Gnistan | v | KuPS | FAIR PAY Areena, Helsinki |
| 15:30                         |         |   |      |                           |

| 17 tháng 4 năm 2011 Match 222 | MyPa | v | FF Jaro | Lehtomäki tekonurmi, Kouvola |
| 17:30                         |      |   |         |                              |

| 17 tháng 4 năm 2011 Match 223 | GBK | v | FC Haka | Kipparihalli, Kokkola |
| 18:00                         |     |   |         |                       |

| 21 tháng 4 năm 2011 Match 224 | FC Lahti | v | TPS | Kisapuiston tekonurmi, Lahti |
| 17:00                         |          |   |     |                              |

| 16 tháng 4 năm 2011 Match 225 | JIPPO | v | Tampere United | Joensuun Koillispuisto tekonurmi, Joensuu |
| 14:00                         |       |   |                |                                           |

## Tứ kết
Có 8 đội thắng ở vòng trước tham gia vòng này.
Tất cả thời gian đều tính theo UTC+3
| 28 tháng 4 năm 2011 Match 226 | MyPa        | v | HJK                        | Lehtomäki tekonurmi, Kouvola |  |
| 17:30                         | Innanen 27' |   | Zeneli 21' · Mannström 77' |                              |  |

| 28 tháng 4 năm 2011 Match 227 | IFK Mariehamn                               | v | JIPPO | Wiklöf Holding Arena, Mariehamn |  |
| 18:30                         | Lehtinen 7', 83' · Forsell 33' · Helmke 65' |   |       |                                 |  |

| 28 tháng 4 năm 2011 Match 228 | FC Haka | v | KuPS                | Tehtaan kenttä, Valkeakoski |  |
| 18:30                         |         |   | Kaivonurmi 47', 63' |                             |  |

| 29 tháng 4 năm 2011 Match 229 | FC Lahti                                                  | v | JJK                                   | Kisapuisto, Lahti |  |
| 17:00                         | Hauhia 69', · Sinisalo 80', · Laitinen 84', · Turunen 88' |   | Kari 48' (ph.đ.), 51', · Manninen 63' |                   |  |

## Bán kết
Có 4 đội thắng ở Tứ kết tham gia vòng này.
Tất cả thời gian đều tính theo UTC+3
| 26 tháng 5 năm 2011 Match 230 | IFK Mariehamn | v | KuPS                       | Wiklöf Holding Arena, Mariehamn |  |
| 18:30                         |               |   | 6', 79' Nwakaeme · 64' Ilo | Trọng tài: Jouni Hyytiä         |  |

| 26 tháng 5 năm 2011 Match 231 | HJK                                         | v | FC Lahti | Sân vận động Sonera, Helsinki |  |
| 18:30                         | Parikka 49' (ph.đ.) · Moren 54' · Sadik 89' |   |          | Trọng tài: Tony Asumaa        |  |

## Chung kết
Tất cả thời gian đều tính theo UTC+3
| 24 tháng 9 năm 2011 Match 232 | KuPS          | v | HJK                       | Sân vận động Sonera, Helsinki |  |
| 15:30                         | Joenmäki 119' |   | 108' Litmanen · 116' Ring | Trọng tài: Jouni Hyytiä       |  |